# Jakkenahalli, Tumkur
Jakkenahalli là một làng thuộc tehsil Tumkur, huyện Tumkur, bang Karnataka, Ấn Độ.